# A magyar forint pénzérméi
A forint a történelem során több országban is használt pénznem volt. A magyar forint pénzérméi Magyarországon 1946. augusztus 1. óta hivatalos fizetőeszközök, és a magyar forint pénzjegyeivel együtt képezik a hazai készpénzállományt. A XX. század második felének magyar történelmét jól tükröző forintérméket 1946 óta verik. A pénzérmék között vannak közforgalmi céllal vert érmék, forgalomba hozott emlékveretek és kifejezetten a gyűjtők számára vert, kereskedelmi forgalomban megvásárolható emlékérmék is. Ez utóbbiakat többnyire valamilyen évfordulóra (pl. híres személy születésnapja alkalmából) gyártják kis példányszámban, gyakran jó minőségű nemesfémből (ezüst, arany). Jelen szócikk csak a forgalmi célra vert érméket és emlékvereteket mutatja be. A pénzérméket az Állami Pénzverő Nemzeti Vállalat, illetve annak jogutódja, a Magyar Nemzeti Bank többségi tulajdonában lévő Magyar Pénzverő Zrt. készíti. Forgalomba hozójuk – akárcsak a bankjegyeké – a Magyar Nemzeti Bank, amely az előállítás költségeit is fedezi. Az érméket forint (Ft) és fillér (f) címletekben verték (1 Ft = 100 f). A forint forgalomba hozatalakor a kétfilléres volt a legkisebb forgalmi címlet és az ötforintos a legnagyobb, a folyamatos értékvesztés miatt 1999-től a fillér megszűnésével az egyforintos a legkisebb érmecímlet, majd 2008-tól az ötforintos és 2009-től a kétszázas a legnagyobb. 2014-ben tervben volt az ötforintos kivonása és az ötszázforintos bankjegy érmére cserélése, erre végül nem került sor.

## Magyar Köztársaság (1946–1949)

### Története
A második világháborús trauma és a pengő hiperinflációja után a magyar kormánynak szembe kellett néznie az új pénznem bevezetésének kihívásaival. A forint bevezetésekor kiemelkedően fontos cél volt a hazai valuta iránti bizalom helyreállítása. Mivel az előállítási költségek és a címletek gyors növekedése miatt 1945. december 31-ével hivatalosan is megszüntették az érmeforgalmat (a pengőérmék a gyakorlatban jóval ezelőtt eltűntek a forgalomból), a fémpénzek ismételt megjelenése már önmagában a stabilitás jele volt. Az új pénznem neve végül újra forint lett.
Az 1946-ban készült első veretek anyaga a filléreknél réz, az egy- és kétforintosnál alumínium volt. Habár a forintot névlegesen az aranystandardhoz kötötték, a forgalom számára nemesfémpénzek csak ezüstből készültek, ezek alapanyagát a Frankfurt am Mainból visszaszállított ezüstkészlet szolgáltatta. Az eleinte jó minőségű ezüstből vert ötforintosokból alig került forgalomba, helyettük 1947-ben gyengébb minőségben és kisebb súllyal vertek ötösöket, tartva az érmék tezaurálódásától. 1947 után 45 évig nem vertek ezüstpénzt a közforgalom számára. Öt- és ötvenfilléres érmék először 1948-ban készültek, anyaguk alumínium volt. A forgalmi érméket Berán Lajos, Iván István és Reményi József tervezte.
Az első emlékérmék is hamar megjelentek: az 1848-as forradalom és szabadságharc centenáriumára egy három címletből álló sor készült. Az, hogy ezek az emlékérmék szokatlanul nagy mennyiségben készültek, arra utal, hogy a forgalomban is részt vettek, bár ennek megítélése a numizmatikusok között nem egységes.

### Katalógus
| Kép                                | Kép                           | Névérték                      | Műszaki paraméterek           | Műszaki paraméterek           | Műszaki paraméterek           | Műszaki paraméterek           | Leírás                                  | Leírás                                                           | Leírás                                     | Dátumok                       | Dátumok                                                     | Dátumok                       | Dátumok                       |
| Előlap                             | Hátlap                        | Névérték                      | Átmérő                        | Vastagság                     | Tömeg                         | Összetétel                    | Perem                                   | Előlap                                                           | Hátlap                                     | Első veret                    | Kibocsátás                                                  | Visszavonás1                  | Elévülés2                     |
| Köztársasági forgalmi veretek      | Köztársasági forgalmi veretek | Köztársasági forgalmi veretek | Köztársasági forgalmi veretek | Köztársasági forgalmi veretek | Köztársasági forgalmi veretek | Köztársasági forgalmi veretek | Köztársasági forgalmi veretek           | Köztársasági forgalmi veretek                                    | Köztársasági forgalmi veretek              | Köztársasági forgalmi veretek | Köztársasági forgalmi veretek                               | Köztársasági forgalmi veretek | Köztársasági forgalmi veretek |
| ---------------------------------- | ----------------------------- | ----------------------------- | ----------------------------- | ----------------------------- | ----------------------------- | ----------------------------- | --------------------------------------- | ---------------------------------------------------------------- | ------------------------------------------ | ----------------------------- | ----------------------------------------------------------- | ----------------------------- | ----------------------------- |
|                                    |                               | 2 f                           | 17,0 mm                       | 1,7 mm                        | 3,0 g                         | 85% Cu 15% Zn                 | Sima                                    | MAGYAR ÁLLAMI VÁLTÓPÉNZ, verési évszám, címer                    | Értékjelzés, verdejegy                     | 1946.                         | 1946. augusztus 1.                                          | 1977. június 30.              | 1977. december 31.            |
|                                    |                               | 5 f                           | 17,0 mm                       | 1,4 mm                        | 0,6 g                         | 100% Al                       | Sima                                    | MAGYAR KÖZTÁRSASÁG verési évszám, fiatal nő arcképe              | Értékjelzés, verdejegy                     | 1948.                         | 1948. január 30.                                            | 1992. szeptember 30.          | 1993. december 31.            |
|                                    |                               | 10 f                          | 19,1 mm                       | 1,5 mm                        | 3,0 g                         | 92% Cu 8% Al                  | Recés                                   | MAGYAR ÁLLAMI VÁLTÓPÉNZ, verési évszám, olajágat hordozó galamb  | Értékjelzés, verdejegy                     | 1946.                         | 1946. augusztus 1. Forgalomba hozatal: 1946. augusztus 30.  | 1977. június 30.              | 1977. december 31.            |
|                                    |                               | 20 f                          | 21,0 mm                       | 1,6 mm                        | 4,0 g                         | 92% Cu 8% Al                  | Recés                                   | MAGYAR ÁLLAMI VÁLTÓPÉNZ, verési évszám, három búzakalász         | Értékjelzés, verdejegy                     | 1946.                         | 1946. augusztus 1.                                          | 1977. június 30.              | 1977. december 31.            |
|                                    |                               | 50 f                          | 22,0 mm                       | 1,6 mm                        | 1,4 g                         | 100% Al                       | Sima                                    | MAGYAR KÖZTÁRSASÁG, verési évszám, üllőn ülő ember kalapáccsal   | Értékjelzés, verdejegy                     | 1948.                         | 1948. május 5.                                              | 1972. június 30.              | 1973. június 30.              |
|                                    |                               | 1 Ft                          | 23,7 mm                       | 1,6 mm                        | 1,5 g                         | 100% Al                       | Recés                                   | MAGYAR ÁLLAMI VÁLTÓPÉNZ, verdejegy, címer                        | Értékjelzés, verési évszám                 | 1946.                         | 1946. augusztus 1.                                          | 1951. augusztus 1.            | 1952. március 31.             |
|                                    |                               | 2 Ft                          | 28,0 mm                       | 2,0 mm                        | 2,8 g                         | 100% Al                       | Recés                                   | MAGYAR KÖZTÁRSASÁG, verdejegy, címer                             | Értékjelzés, verési évszám                 | 1946.                         | 1946. augusztus 1. Forgalomba hozatal: 1946. szeptember 15. | 1951. december 31.            | 1952. december 31.            |
|                                    |                               | 5 Ft                          | 32,0 mm                       | 2,9 mm                        | 20,0 g                        | 835‰ Ag                       | MUNKA A NEMZETI JÓLÉT ALAPJA +          | MAGYAR KÖZTÁRSASÁG, verdejegy, verési évszám, értékjelzés, címer | 1802–1894 KOSSUTH, Kossuth Lajos           | 1946.                         | 1946. augusztus 1. Forgalomba hozatal: 1947. január 1.      | 1977. június 30.              | 1977. december 31.            |
|                                    |                               | 5 Ft                          | 32,0 mm                       | 1,9 mm                        | 12,0 g                        | 500‰ Ag                       | M Á P V3, motívumok                     | MAGYAR KÖZTÁRSASÁG, verdejegy, verési évszám, értékjelzés, címer | 1802–1894 KOSSUTH, Kossuth Lajos           | 1947.                         | 1947. május 19.                                             | 1977. június 30.              | 1977. december 31.            |
| Köztársasági forgalmi emlékveretek |                               |                               |                               |                               |                               |                               |                                         |                                                                  |                                            |                               |                                                             |                               |                               |
|                                    |                               | 5 Ft                          | 32,0 mm                       | 1,9 mm                        | 12,0 g                        | 500‰ Ag                       | ESKÜSZÜNK • ESKÜSZÜNK, motívumok        | MAGYAR KÖZTÁRSASÁG, értékjelzés, verési évszám, verdejegy        | PETŐFI SÁNDOR 1848-49, Petőfi Sándor       | 1948.                         | 1948. május 1.                                              | 1977. június 30.              | 1977. december 31.            |
|                                    |                               | 10 Ft                         | 36,0 mm                       | 2,5 mm                        | 20,0 g                        | 500‰ Ag                       | A LEGNAGYOBB MAGYAR EMLÉKÉRE, motívumok | MAGYAR KÖZTÁRSASÁG, értékjelzés, verési évszám, verdejegy        | SZÉCHENYI ISTVÁN 1848-49, Széchenyi István | 1948.                         | 1948. május 1.                                              | 1977. június 30.              | 1977. december 31.            |
|                                    |                               | 20 Ft                         | 40,0 mm                       | 2,8 mm                        | 28,0 g                        | 500‰ Ag                       | Motívumok                               | MAGYAR KÖZTÁRSASÁG, értékjelzés, verési évszám, verdejegy, címer | TÁNCSICS MIHÁLY 1848, Táncsics Mihály      | 1948.                         | 1948. május 1.                                              | 1977. június 30.              | 1977. december 31.            |

## Magyar Népköztársaság (1949–1989)

### Története
1949-ben, a fordulat évében a kommunista párt a politika és gazdaság minden területén átvette a hatalmat. Az ország hivatalos nevét Magyar Népköztársaságra változtatták, ez a név került az időszakban vert pénzekre is. A Kossuth-címer helyébe a Rákosi-címer került. Az addig rézötvözetből vert két-, tíz- és húszfilléresek 1950-től alumíniumból készültek. Az ezüst ötforintosok fokozatosan eltűntek a forgalomból, új típust 1967-ig nem hoztak forgalomba.
Az 1956-os forradalom után az országnak ismét megváltozott a címere (rövid ideig újra a Kossuth-címer volt, majd 1957-ben Kádár János új címert vezettetett be), így az 1957-1989 között vert érméken a Kádár-címer szerepel. Bár az infláció létezését tagadták, a „megnövekedett pénzforgalom” miatt szükségessé vált a tíz- (1971) majd a húszforintos érmék bevezetése (1983) – eleinte az azonos címletű bankjegyek mellett, később egyre inkább helyett. A korszak fémpénzeinek tervezői közül kiemelkedik Iván István és Boldogfai Farkas Sándor.
Bár az ötvenes években is készült néhány emlékveret, az emlékpénzek kiadása a hatvanas évektől kezdett kiteljesedni. Forgalmi szempontból ezek a kiadások általában nem jelentősek, hiszen az emlékpénzeket többnyire közvetlenül a gyűjtők számára értékesítették. Kivételt képez néhány úgynevezett FAO-érme, melyeket – más országokhoz hasonlóan – az Élelmezésügyi és Mezőgazdasági Világszervezet támogatására vertek és hoztak forgalomba. Az érmék megjelenése a megfelelő forgalmi címletektől csak kis mértékben tér el, műszaki paramétereik azonosak.
A hatvanas években vetődött fel a forgalmi sorok, vagyis az adott évben forgalomban lévő érméket bemutató összeállítások készítése. 1966-ban és 1967-ben adták ki kifejezetten reprezentatív célokra az úgynevezett kabinet-sort, mely azonban nem a valós forgalmi érméket, hanem azok alpakka-, illetve ezüstvereteit tartalmazta. 1971-től hegesztett fóliacsomagolásban lehetett megkapni az immár valódi verdefényes forgalmi darabokból évente összeállított sorokat.

### Katalógus
| Kép                                                                                   | Kép                              | Névérték                         | Műszaki paraméterek              | Műszaki paraméterek              | Műszaki paraméterek              | Műszaki paraméterek              | Leírás                           | Leírás                                                                                              | Leírás                                                   | Dátumok                          | Dátumok                          | Dátumok                          | Dátumok                          |
| Előlap                                                                                | Hátlap                           | Névérték                         | Átmérő                           | Vastagság                        | Tömeg                            | Összetétel                       | Perem                            | Előlap                                                                                              | Hátlap                                                   | Első veret                       | Kibocsátás                       | Visszavonás1                     | Elévülés2                        |
| Népköztársasági forgalmi veretek                                                      | Népköztársasági forgalmi veretek | Népköztársasági forgalmi veretek | Népköztársasági forgalmi veretek | Népköztársasági forgalmi veretek | Népköztársasági forgalmi veretek | Népköztársasági forgalmi veretek | Népköztársasági forgalmi veretek | Népköztársasági forgalmi veretek                                                                    | Népköztársasági forgalmi veretek                         | Népköztársasági forgalmi veretek | Népköztársasági forgalmi veretek | Népköztársasági forgalmi veretek | Népköztársasági forgalmi veretek |
| ------------------------------------------------------------------------------------- | -------------------------------- | -------------------------------- | -------------------------------- | -------------------------------- | -------------------------------- | -------------------------------- | -------------------------------- | --------------------------------------------------------------------------------------------------- | -------------------------------------------------------- | -------------------------------- | -------------------------------- | -------------------------------- | -------------------------------- |
|                                                                                       |                                  | 2 f                              | 18,0 mm                          | 1,1 mm                           | 0,65 g                           | 100% Al                          | Sima                             | MAGYAR NÉPKÖZTÁRSASÁG, verési évszám                                                                | Értékjelzés, verdejegy                                   | 1950.                            | 1950. március 27.                | 1992. szeptember 30.             | 1993. december 31.               |
|                                                                                       |                                  | 5 f                              | 17,0 mm                          | 1,4 mm                           | 0,6 g                            | 100% Al                          | Sima                             | MAGYAR NÉPKÖZTÁRSASÁG, verési évszám, fiatal nő arcképe                                             | Értékjelzés, verdejegy                                   | 1953.                            | 1953. március 31.                | 1992. szeptember 30.             | 1993. december 31.               |
|                                                                                       |                                  | 10 f                             | 19,1 mm                          | 1,4 mm                           | 0,85 g                           | 100% Al                          | Recés                            | MAGYAR NÉPKÖZTÁRSASÁG, verési évszám, olajágat hordozó galamb                                       | Értékjelzés, verdejegy                                   | 1950.                            | 1950. december 15.               | 1996. szeptember 30.             | 1997. december 31.               |
|                                                                                       |                                  | 10 f                             | 18,5 mm                          | 1,2 mm                           | 0,6 g                            | 96% Al 4% Mg                     | Sima                             | MAGYAR NÉPKÖZTÁRSASÁG, verési évszám, olajágat hordozó galamb                                       | Értékjelzés, verdejegy                                   | 1967.                            | 1967. május 12.                  | 1996. szeptember 30.             | 1997. december 31.               |
|                                                                                       |                                  | 20 f                             | 21,0 mm                          | 1,6 mm                           | 1,25 g                           | 100% Al                          | Sima                             | MAGYAR NÉPKÖZTÁRSASÁG, verési évszám, három búzakalász                                              | Értékjelzés, verdejegy                                   | 1953.                            | 1953. március 31.                | 1996. szeptember 30.             | 1997. december 31.               |
|                                                                                       |                                  | 20 f                             | 20,4 mm                          | 1,4 mm                           | 0,9 g                            | 96% Al 4% Mg                     | Recés                            | MAGYAR NÉPKÖZTÁRSASÁG, verési évszám, három búzakalász                                              | Értékjelzés, verdejegy                                   | 1967.                            | 1967. május 12.                  | 1996. szeptember 30.             | 1997. december 31.               |
|                                                                                       |                                  | 50 f                             | 22,0 mm                          | 1,6 mm                           | 1,4 g                            | 100% Al                          | Sima                             | MAGYAR NÉPKÖZTÁRSASÁG, verési évszám, üllőn ülő férfi kalapáccsal                                   | Értékjelzés, verdejegy                                   | 1953.                            | 1953. március 31.                | 1972. június 30.                 | 1973. június 30.                 |
|                                                                                       |                                  | 50 f                             | 21,5 mm                          | 1,6 mm                           | 1,2 g                            | 96% Al 4% Mg                     | Sima                             | MAGYAR NÉPKÖZTÁRSASÁG, Erzsébet híd                                                                 | Értékjelzés, verési évszám, verdejegy                    | 1967.                            | 1967. május 12.                  | 1999. október 10.                | 2000. március 3.                 |
|                                                                                       |                                  | 1 Ft                             | 23,7 mm                          | 1,6 mm                           | 1,5 g                            | 100% Al                          | Recés                            | MAGYAR NÉPKÖZTÁRSASÁG, verési évszám, címer                                                         | Értékjelzés, verdejegy                                   | 1949.                            | 1949. november 15.               | 1995. június 30.                 | 1995. december 31.               |
|                                                                                       |                                  | 1 Ft                             | 23,7 mm                          | 1,6 mm                           | 1,5 g                            | 100% Al                          | Recés                            | MAGYAR NÉPKÖZTÁRSASÁG, verési évszám, címer                                                         | Értékjelzés, verdejegy                                   | 1957.                            | 1957. október 10.                | 1995. június 30.                 | 1995. december 31.               |
|                                                                                       |                                  | 1 Ft                             | 22,8 mm                          | 1,8 mm                           | 1,4 g                            | 96% Al 4% Mg                     | Recés                            | MAGYAR NÉPKÖZTÁRSASÁG, verési évszám, címer                                                         | Értékjelzés, verdejegy                                   | 1967.                            | 1967. május 12.                  | 1995. június 30.                 | 1995. december 31.               |
|                                                                                       |                                  | 2 Ft                             | 25,0 mm                          | 1,4 mm                           | 5,0 g                            | 75% Cu 25% Ni                    | Motívumok                        | MAGYAR NÉPKÖZTÁRSASÁG, verési évszám, címer                                                         | Értékjelzés, verdejegy                                   | 1950.                            | 1950. január 20.                 | 1971. június 30.                 | 1972. június 30.                 |
|                                                                                       |                                  | 2 Ft                             | 25,0 mm                          | 1,4 mm                           | 5,0 g                            | 75% Cu 25% Ni                    | Motívumok                        | MAGYAR NÉPKÖZTÁRSASÁG, verési évszám, címer                                                         | Értékjelzés, verdejegy                                   | 1957.                            | 1957. október 10.                | 1971. június 30.                 | 1972. június 30.                 |
|                                                                                       |                                  | 2 Ft                             | 25,0 mm                          | 1,4 mm                           | 5,0 g                            | 58% Cu 18% Ni 24% Zn             | Motívumok                        | MAGYAR NÉPKÖZTÁRSASÁG, verési évszám, címer                                                         | Értékjelzés, verdejegy                                   | 1962.                            | 1962. december 9.                | 1971. június 30.                 | 1972. június 30.                 |
|                                                                                       |                                  | 2 Ft                             | 22,4 mm                          | 1,6 mm                           | 4,44 g                           | 72% Cu 28% Zn                    | Sima                             | MAGYAR NÉPKÖZTÁRSASÁG, címer                                                                        | Értékjelzés, verési évszám, verdejegy                    | 1970.                            | 1970. július 1.                  | 1995. június 30.                 | 1995. december 31.               |
|                                                                                       |                                  | 5 Ft                             | 27,5 mm                          | 1,7 mm                           | 7,4 g                            | 60% Cu 21% Ni 19% Zn             | Recés                            | MAGYAR NÉPKÖZTÁRSASÁG, verdejegy, verési évszám, értékjelzés, címer                                 | 1802-1894 KOSSUTH, Kossuth Lajos                         | 1967.                            | 1967. május 12.                  | 1972. június 30.                 | 1973. június 30.                 |
|                                                                                       |                                  | 5 Ft                             | 24,3 mm                          | 1,7 mm                           | 5,73 g                           | 100% Ni                          | Recés                            | MAGYAR NÉPKÖZTÁRSASÁG, KOSSUTH, Kossuth Lajos                                                       | Értékjelzés, verdejegy, verési évszám, címer             | 1971.                            | 1971. augusztus 2.               | 1995. június 30.                 | 1995. december 31.               |
|                                                                                       |                                  | 5 Ft                             | 23,4 mm                          | 1,6 mm                           | 5,0 g                            | 75% Cu 25% Ni                    | Recés                            | MAGYAR NÉPKÖZTÁRSASÁG, KOSSUTH, Kossuth Lajos                                                       | Értékjelzés, verdejegy, verési évszám, címer             | 1983.                            | 1983. április 18.                | 1995. június 30.                 | 1995. december 31.               |
|                                                                                       |                                  | 10 Ft                            | 28,0 mm                          | 1,9 mm                           | 8,83 g                           | 100% Ni                          | Motívumok                        | MAGYAR NÉPKÖZTÁRSASÁG, verdejegy, a budapesti Szabadság-szobor                                      | Értékjelzés, verési évszám, címer                        | 1971.                            | 1971. június 1.                  | 1987. március 31.                | 1988. december 31.               |
|                                                                                       |                                  | 10 Ft                            | 25,4 mm                          | 1,7 mm                           | 6,1 g                            | 92% Cu 6% Al 2% Ni               | Motívumok                        | MAGYAR NÉPKÖZTÁRSASÁG, verdejegy, a budapesti Szabadság-szobor                                      | Értékjelzés, verési évszám, címer                        | 1983.                            | 1983. április 18.                | 1995. június 30.                 | 1995. december 31.               |
|                                                                                       |                                  | 20 Ft                            | 26,8 mm                          | 1,8 mm                           | 7,06 g                           | 75% Cu 25% Ni                    | Recés                            | MAGYAR NÉPKÖZTÁRSASÁG, DÓZSA, Dózsa György                                                          | Értékjelzés, verési évszám, verdejegy, címer             | 1982.                            | 1983. április 18.                | 1995. június 30.                 | 1995. december 31.               |
| Népköztársasági forgalmi emlékveretek                                                 |                                  |                                  |                                  |                                  |                                  |                                  |                                  | |                                                          |                                  |                                  |                                  |                                  |
|                                                                                       |                                  | 20 f                             | 20,4 mm                          | 1,4 mm                           | 0,9 g                            | 96% Al 4% Mg                     | Recés                            | MAGYAR NÉPKÖZTÁRSASÁG, verési évszám, három búzakalász TERMELJ TÖBB ÉLELMET felirattal, FAO-embléma | Értékjelzés, verdejegy                                   | 1983.                            | 1983. március 28.                | Forgalomban                      | Forgalomban                      |
|                                                                                       |                                  | 5 Ft                             | 23,4 mm                          | 1,6 mm                           | 5,0 g                            | 75% Cu 25% Ni                    | Recés                            | MAGYAR NÉPKÖZTÁRSASÁG, kukoricacső (Zea mays), FAO-embléma                                          | Értékjelzés, verdejegy, verési évszám, címer             | 1983.                            | 1983. március 28.                | Forgalomban                      | Forgalomban                      |
|                                                                                       |                                  | 10 Ft                            | 28,0 mm                          | 1,9 mm                           | 8,83 g                           | 100% Ni                          | Motívumok                        | MAGYAR NÉPKÖZTÁRSASÁG, verdejegy, a budapesti Szabadság-szobor                                      | Értékjelzés, verési évszám, FAO-embléma                  | 1981.                            | 1981. április 30.                | Forgalomban                      | Forgalomban                      |
|                                                                                       |                                  | 10 Ft                            | 28,0 mm                          | 1,9 mm                           | 8,83 g                           | 100% Ni                          | Motívumok                        | MAGYAR NÉPKÖZTÁRSASÁG, verdejegy, kenyeret szegő férfi, FAO-embléma                                 | Értékjelzés, verési évszám, címer                        | 1983.                            | 1983. március 28.                | Forgalomban                      | Forgalomban                      |
| Magyar Népköztársasági Emlékveretek                                                   |                                  |                                  |                                  |                                  |                                  |                                  |                                  | |                                                          |                                  |                                  |                                  |                                  |
| Jó Forint Sor (a forint bevezetésének 10. évfordulója alkalmából kibocsátott érmesor) |                                  |                                  |                                  |                                  |                                  |                                  |                                  | |                                                          |                                  |                                  |                                  |                                  |
|                                                                                       |                                  | 25 Ft                            | 35,0 mm                          | 3,5 mm                           | 20,33 g                          | 0,800% Ag                        | Motívumok                        | Magyar Népköztársaság, Az Országház épülete                                                         | Címer, Értékjelzés, Fogaskerék levelek között, 1946-1956 | 1956.                            |                                  | Nincs forgalomban                | Nincs forgalomban                |
|                                                                                       |                                  | 20 Ft                            | 33,0 mm                          | 3,0 mm                           | 17,35 g                          | 0,800% Ag                        | Motívumok                        | Magyar Népköztársaság, A Lánchíd                                                                    | Címer búzakalászok között, 1946-1956                     | 1956.                            |                                  | Nincs forgalomban                | Nincs forgalomban                |
|                                                                                       |                                  | 10 Ft                            | 30,0 mm                          | 2,5 mm                           | 12,5 g                           | 0,800% Ag                        | Motívumok                        | Magyar Népköztársaság, A Magyar Nemzeti Múzeum épülete                                              | Címer, Értékjelzés lombok között, 1946-1956              | 1956.                            |                                  | Nincs forgalomban                | Nincs forgalomban                |

## Magyar Köztársaság (1989–2011)

### Története
Az 1989-es rendszerváltás felkészületlenül érte a pénzverdét, mivel – a bankjegyektől eltérően – nem sikerült időben elkészíteni az új, köztársasági címert viselő érmesor verőtöveit. Emiatt 1990-ben és 1991-ben – immár (ismét) Magyar Köztársaság felirattal – csak filléreket verték, mivel azokon nem szerepelt címer. Az 1990 előtti forintérméknek is elkészült az új államnevet (és 1990. verési évszámot) viselő változata, de még Kádár-címerrel, így ezek az öszvér érmék nem kerültek forgalomba; csupán néhány forgalmi sor készült a gyűjtők számára. Az új forint érmesor elkészültéig a nagy mennyiségben vert 1989-es évszámú népköztársasági vereteket hozták forgalomba.
1992-re elkészült az új forint érmesor. A tervezésre kiírt jeligés pályázaton a beérkezett kisszámú pályázati anyagból két zsűri választotta ki a díjazott alkotásokat. A külföldi szaktekintélyeket is felvonultató ún. nemzetközi zsűri, és a magyar művészettörténészekből, iparművészekből és képzőművészekből álló hazai zsűri egymástól függetlenül Holló István ötvösművész terveit javasolták megvalósításra. Az így első díjat nyert alkotás azonban nem került gyártásra, mert az akkori MNB elnök Bod Péter Ákos – élve jogszabály adta lehetőségével – másképp döntött. A második helyezést elért Kósa István, felhasználva a harmadik helyezett Bartos István terveit, készíthette el az új forgalmi sort, amely később több változáson ment át. A kétszázast Bognár György tervezte.
Az érmesor az addigiakhoz képest három címlettel: ötven-, száz- és kétszáz forintossal bővült. A címletek felváltva ezüst- és aranyszínűek voltak, paramétereik (átmérő, vastagság, tömeg) a címlettel arányosan nőttek. A kétszázas 500‰-es ezüstből készült, emiatt sokan gyűjteni kezdték. Bár az első érmék 1992. évszámmal készültek, abban az évben csak a kétszázasok kerültek forgalomba. 1993 tavaszán az egy-, két- és húszforintosok kerültek forgalomba, majd nyáron a többi érme is. Az egyforintost kritika érte szokatlanul kis mérete miatt. Az új húszast a korábbihoz hasonló méretűre tervezték, mivel a legtöbb automata ezzel a címlettel működött. A húsz forint feletti címletek forgalma még jó darabig másodlagos volt az azonos címletű bankjegyekével szemben (az ötvenforintos bankjegy 1996-ig, a százas 1998-ig volt forgalomban).
A fillérek értéke már a rendszerváltáskor is csekély volt, forgalmuk az ezredfordulóig fokozatosan szűnt meg. Legelőször a két- és ötfillérest vonták ki a forgalomból 1992-ben (az ötfillérest 44 évnyi forgalom után), majd 1996-ban a tíz- és húszfilléresek forgalmát is megszüntették, ötvenfillérest pedig 1999-ben vertek utoljára. Hamar kritika érte a fém százast a húszforintossal összekeverhetősége (megegyező színük és méretük) miatt, ezért 1996-ban új százforintos érmét hoztak forgalomba, mely az első két részből készült (bicolor) forgalmi érme volt hazánkban. Így 1996-1998 között három százforintos címletű pénz is forgalomban volt. Az ezüst kétszázasok éremképe 1994-től megváltozott, nagy tömegű verésével viszont 1995-ben felhagytak, csak a gyűjtők számára készült évente néhány ezer darab. 1998-ban az 1992-es százforintos érmét, a százforintos bankjegyet és az ezüst kétszázast is kivonták a forgalomból, az utóbbi címletet bankjegy váltotta.
Már 2006-ban felvetődött, hogy kötelezővé teszik az árak 5-re, illetve 0-ra kerekítését, és az egy- és kétforintosokat is kivonják a forgalomból, egyrészt mert sokan a pénztárnál hagyják vagy befőttesüvegben gyűjtik ezeket az érméket, másrészt túl költséges az előállításuk. Az MNB emissziós osztálya is helyt adott az érveknek, és 2007 őszén bejelentette, hogy 2008 márciusáig kivonja a forgalomból az egy- és kétforintos címleteket, továbbá kötelezővé teszi a készpénzes fizetések 5 forintra kerekítését.
Szintén 2008-ban vetődött fel, hogy a kétszáz forintos címletet ismét érmeként hozzák forgalomba, miután a 200 forintos bankjegy az 1998-as kibocsátása óta megugrott infláció miatt sokat veszített értékéből. Az MNB internetes szavazással döntött az érméről, a nyertes – akárcsak az Index szavazásán – a Lánchíd lett, amely már korábbi magyar pénzdarabokon is szerepelt. 2009. június 15-én bocsátották ki az új 200 forintos érmét, ami 5 hónappal később váltotta fel végleg a papír kétszázast. Az új 200 forintos érme az 1996-os forgalomba hozott 100-ashoz hasonlóan bicolor lett.
A kilencvenes években is folytatódott az emlékpénzek kiadása, melynek újabb lendületet adott, hogy a törvények engedélyezték magánszemélyek részére az aranytartást. Szinte minden évben jelent meg arany emlékérme az ezüstérmék mellett. Az első kimondottan forgalmi céllal vert emlékpénz a 2002-es Kossuth-bicentenáriumra kiadott százforintos volt. Azóta minden évben adnak ki forgalmi emlékvereteket.
1993-tól a forgalmi sorok dísztokban jelennek meg, melyek verdefényes (BU) és tükörfényes (Proof) kivitelben is készülnek. Újabban a gyártás indításakor készült érméket díszcsomagolásban, „első napi veret” néven lehet kapni. Az érmegyártás beindításakor készülnek a próbaveretek is, melyekből eleinte 50 darabot, később már csak hatot készítettek, forgalomba nem kerültek.

### Katalógus
| Kép                                | Kép                           | Névérték                      | Műszaki paraméterek           | Műszaki paraméterek           | Műszaki paraméterek           | Műszaki paraméterek                                  | Leírás                        | Leírás | Leírás                                                                                      | Dátumok                       | Dátumok                       | Dátumok                       | Dátumok                       |
| Hátlap                             | Előlap                        | Névérték                      | Átmérő                        | Vastagság                     | Tömeg                         | Összetétel                                           | Perem                         | Előlap | Hátlap                                                                                      | Első veret                    | Kibocsátás                    | Visszavonás1                  | Elévülés2                     |
| Köztársasági forgalmi veretek      | Köztársasági forgalmi veretek | Köztársasági forgalmi veretek | Köztársasági forgalmi veretek | Köztársasági forgalmi veretek | Köztársasági forgalmi veretek | Köztársasági forgalmi veretek                        | Köztársasági forgalmi veretek | Köztársasági forgalmi veretek | Köztársasági forgalmi veretek                                                               | Köztársasági forgalmi veretek | Köztársasági forgalmi veretek | Köztársasági forgalmi veretek | Köztársasági forgalmi veretek |
| ---------------------------------- | ----------------------------- | ----------------------------- | ----------------------------- | ----------------------------- | ----------------------------- | ---------------------------------------------------- | ----------------------------- | --- | ------------------------------------------------------------------------------------------- | ----------------------------- | ----------------------------- | ----------------------------- | ----------------------------- |
|                                    |                               | 2 f                           | 18,0 mm                       | 1,1 mm                        | 0,65 g                        | 100% Al                                              | Sima                          | MAGYAR KÖZTÁRSASÁG, verési évszám                                                                                                | Értékjelzés, verdejegy                                                                      | 1990.                         | 1990. április 1.              | 1992. szeptember 30.          | 1993. december 31.            |
|                                    |                               | 5 f                           | 17,0 mm                       | 1,4 mm                        | 0,6 g                         | 100% Al                                              | Sima                          | MAGYAR KÖZTÁRSASÁG, verési évszám, fiatal nő arcképe                                                                             | Értékjelzés, verdejegy                                                                      | 1990.                         | 1990. április 1.              | 1992. szeptember 30.          | 1993. december 31.            |
|                                    |                               | 10 f                          | 18,5 mm                       | 1,2 mm                        | 0,6 g                         | 96% Al 4% Mg                                         | Sima                          | MAGYAR KÖZTÁRSASÁG, verési évszám, olajágat hordozó galamb                                                                       | Értékjelzés, verdejegy                                                                      | 1990.                         | 1990. április 1.              | 1996. szeptember 30.          | 1997. december 31.            |
|                                    |                               | 20 f                          | 20,4 mm                       | 1,4 mm                        | 0,9 g                         | 96% Al 4% Mg                                         | Recés                         | MAGYAR KÖZTÁRSASÁG, verési évszám, három búzakalász                                                                              | Értékjelzés, verdejegy                                                                      | 1990.                         | 1990. április 1.              | 1996. szeptember 30.          | 1997. december 31.            |
|                                    |                               | 50 f                          | 21,5 mm                       | 1,6 mm                        | 1,2 g                         | 96% Al 4% Mg                                         | Sima                          | MAGYAR KÖZTÁRSASÁG, Erzsébet híd                                                                                                 | Értékjelzés, verési évszám, verdejegy                                                       | 1990.                         | 1990. április 1.              | 1999. október 10.             | 2000. március 3.              |
|                                    |                               | 1 Ft                          | 16,3 mm                       | 1,1 mm                        | 2,05 g                        | 75% Cu 21% Zn 4% Ni                                  | Sima                          | MAGYAR KÖZTÁRSASÁG, verési évszám, címer                                                                                         | Értékjelzés, verdejegy                                                                      | 1992.                         | 1993. március 29.             | 2008. február 29.             | 2013. február 28.             |
|                                    |                               | 2 Ft                          | 19,2 mm                       | 1,35 mm                       | 3,1 g                         | 75% Cu 25% Ni                                        | Recés                         | MAGYAR KÖZTÁRSASÁG, verési évszám, magyar kikerics (Colchicum hungaricum)                                                        | Értékjelzés, verdejegy                                                                      | 1992.                         | 1993. március 29.             | 2008. február 29.             | 2013. február 28.             |
|                                    |                               | 5 Ft                          | 21,2 mm                       | 1,6 mm                        | 4,2 g                         | 75% Cu 21% Zn 4% Ni                                  | Sima                          | MAGYAR KÖZTÁRSASÁG, verési évszám, nagy kócsag (Egretta alba)                                                                    | Értékjelzés, verdejegy                                                                      | 1992.                         | 1993. június 21.              | Forgalomban                   | Forgalomban                   |
|                                    |                               | 10 Ft                         | 24,8 mm                       | 1,7 mm                        | 6,1 g                         | 75% Cu 25% Ni                                        | Felváltva sima és recés       | MAGYAR KÖZTÁRSASÁG, verési évszám, címer                                                                                         | Értékjelzés, verdejegy                                                                      | 1992.                         | 1993. június 21.              | Forgalomban                   | Forgalomban                   |
|                                    |                               | 20 Ft                         | 26,3 mm                       | 1,9 mm                        | 6,9 g                         | 75% Cu 21% Zn 4% Ni                                  | Recés                         | MAGYAR KÖZTÁRSASÁG, verési évszám, magyar nőszirom (Iris aphylla)                                                                | Értékjelzés, verdejegy                                                                      | 1992.                         | 1993. március 29.             | Forgalomban                   | Forgalomban                   |
|                                    |                               | 50 Ft                         | 27,4 mm                       | 1,7 mm                        | 7,7 g                         | 75% Cu 25% Ni                                        | Sima                          | MAGYAR KÖZTÁRSASÁG, verési évszám, kerecsensólyom (Falco cherrug)                                                                | Értékjelzés, verdejegy                                                                      | 1992.                         | 1993. június 21.              | Forgalomban                   | Forgalomban                   |
|                                    |                               | 100 Ft                        | 29,2 mm                       | 1,9 mm                        | 9,4 g                         | 75% Cu 21% Zn 4% Ni                                  | Motívumos                     | MAGYAR KÖZTÁRSASÁG, verési évszám, címer                                                                                         | Értékjelzés, verdejegy                                                                      | 1992.                         | 1993. június 21.              | 1998. december 31.            | 1999. december 31.            |
|                                    |                               | 100 Ft                        | 23,8 mm                       | 2,6 mm                        | 8,0 g                         | 100% Fe Gyűrű: Ni bevonat Mag: 75% Cu 25% Zn bevonat | Recés                         | MAGYAR KÖZTÁRSASÁG, verési évszám, címer                                                                                         | Értékjelzés, verdejegy                                                                      | 1996.                         | 1996. október 21.             | Forgalomban                   | Forgalomban                   |
|                                    |                               | 200 Ft                        | 32,0 mm                       | 1,7 mm                        | 12,0 g                        | 500‰ Ag 500‰ Cu                                      | Recés                         | MAGYAR KÖZTÁRSASÁG, verési évszám, értékjelzés, verdejegy, Lánchíd, címer                                                        | MAGYAR NEMZETI BANK, a Magyar Nemzeti Bank épülete, elnökének és négy alelnökének aláírása4 | 1992.                         | 1992. december 1.             | 1998. április 3.              | 1999. április 3.              |
|                                    |                               | 200 Ft                        | 32,0 mm                       | 1,7 mm                        | 12,0 g                        | 500‰ Ag 500‰ Cu                                      | Recés                         | MAGYAR KÖZTÁRSASÁG, verési évszám, értékjelzés, verdejegy, Lánchíd, címer                                                        | DEÁK FERENC 1803-1876, Deák Ferenc                                                          | 1994.                         | 1994. április 29.             | 1998. április 3.              | 1999. április 3.              |
|                                    |                               | 200 Ft                        | 28,3 mm                       | 2,0 mm                        | 9,0 g                         | Gyűrű: 75% Cu 21% Zn, 4% Ni Mag: 25% Ni 75%Cu        | Felváltva sima és recés       | MAGYAR KÖZTÁRSASÁG, Lánchíd, verési évszám                                                                                       | Értékjelzés, verdejegy                                                                      | 2009.                         | 2009. június 15.              | Forgalomban                   | Forgalomban                   |
| Köztársasági forgalmi emlékveretek |                               |                               |                               |                               |                               |                                                      |                               | |                                                                                             |                               |                               |                               |                               |
|                                    |                               | 10 Ft                         | 24,8 mm                       | 1,3 mm                        | 6,1 g                         | 75% Cu 25% Ni                                        | * recés                       | MAGYAR KÖZTÁRSASÁG, JÓZSEF ATTILA, 1905 1937, József Attila, verési évszám                                                       | Értékjelzés, verdejegy                                                                      | 2005.                         | 2005. április 11.             | Forgalomban                   | Forgalomban                   |
|                                    |                               | 20 Ft                         | 26,3 mm                       | 1,9 mm                        | 6,9 g                         | 75% Cu 21% Zn 4% Ni                                  | Recés                         | MAGYAR KÖZTÁRSASÁG, DEÁK FERENC, 1803 1876, Deák Ferenc, verési évszám                                                           | Értékjelzés, verdejegy                                                                      | 2003.                         | 2003. április 8.              | Forgalomban                   | Forgalomban                   |
|                                    |                               | 50 Ft                         | 27,4 mm                       | 1,7 mm                        | 7,7 g                         | 75% Cu 25% Ni                                        | Sima                          | MAGYAR KÖZTÁRSASÁG, AZ EURÓPAI UNIÓ TAGJA, címer, az Európai Uniót jelképező csillagkoszorú, benne verési évszám                 | Értékjelzés, verdejegy                                                                      | 2004.                         | 2004. április 30.             | Forgalomban                   | Forgalomban                   |
|                                    |                               | 50 Ft                         | 27,4 mm                       | 1,7 mm                        | 7,7 g                         | 75% Cu 25% Ni                                        | Sima                          | MAGYAR KÖZTÁRSASÁG, 15 ÉVES A NEMZETKÖZI GYERMEKMENTŐ SZOLGÁLAT, a Nemzetközi Gyermekmentő Szolgálat logója, verési évszám       | Értékjelzés, verdejegy                                                                      | 2005.                         | 2005. október 9.              | Forgalomban                   | Forgalomban                   |
|                                    |                               | 50 Ft                         | 27,4 mm                       | 1,7 mm                        | 7,7 g                         | 75% Cu 25% Ni                                        | Sima                          | MAGYAR KÖZTÁRSASÁG, 125 ÉV, a Magyar Vöröskereszt logója, verési évszám                                                          | Értékjelzés, verdejegy                                                                      | 2006.                         | 2006. szeptember 19.          | Forgalomban                   | Forgalomban                   |
|                                    |                               | 50 Ft                         | 27,4 mm                       | 1,7 mm                        | 7,7 g                         | 75% Cu 25% Ni                                        | Sima                          | MAGYAR KÖZTÁRSASÁG, 1956, az Országház a forradalom lyukas zászlajával, verési évszám                                            | Értékjelzés, verdejegy                                                                      | 2006.                         | 2006. szeptember 20.          | Forgalomban                   | Forgalomban                   |
|                                    |                               | 50 Ft                         | 27,4 mm                       | 1,7 mm                        | 7,7 g                         | 75% Cu 25% Ni                                        | Sima                          | MAGYAR KÖZTÁRSASÁG, 50 ÉVES A RÓMAI SZERZŐDÉS, EURÓPA, a Római szerződés, a római Piazza Del Campidoglio kövezete, verési évszám | Értékjelzés, verdejegy                                                                      | 2007.                         | 2007. március 25.             | Forgalomban                   | Forgalomban                   |
|                                    |                               | 100 Ft                        | 23,8 mm                       | 2,2 mm                        | 8,0 g                         | 100% Fe Gyűrű: Ni bevonat Mag: 75% Cu 25% Zn bevonat | Recés                         | MAGYAR KÖZTÁRSASÁG, KOSSUTH, 1802-1894, Kossuth Lajos, verési évszám                                                             | Értékjelzés, verdejegy                                                                      | 2002.                         | 2002. február 1.              | Forgalomban                   | Forgalomban                   |

Az 1956-os forradalom tiszteletére kiadott emlékérme 2008-ban közönségdíjas lett a Numismaster.com Az év érméje választásán.

### Érdekességek
A horvát 2 kunás érme és a magyar 10 forintos érme súlyra, alakra hasonló, emiatt a horvátországi parkolóautomaták összetévesztik e két érmét. A horvát parkolási cég vezetője elismeri, hogy többször találtak 10 forintos érméket az automatákban.

### Előállítási költség
A köztársasági veretek előállítási költségét az MNB hivatalos honlapján teszi közzé. Ebbe bele kell kalkulálni, hogy az adott év folyamán a veréshez szükséges fémlapkát különböző árfolyamú devizában vásárolta meg.
| Érme ára                                      | Érme ára | Érme ára | Érme ára | Érme ára | Érme ára | Érme ára |
| --------------------------------------------- | -------- | -------- | -------- | -------- | -------- | -------- |
| Címlet                                        | 5        | 10       | 20       | 50       | 100      | 200      |
| Nettó ár (Ft/db)                              | 15,9     | 30,1     | 24,2     | 29,6     | 41,0     | 38,3     |
| Bruttó ár (Ft/db)                             | 20,2     | 38,3     | 30,8     | 37,0     | 51,3     | 47,8     |
| Az adott címletből történő utolsó gyártás éve | 2019     | 2019     | 2019     | 2019     | 2019     | 2019     |

## Magyarország (2012–)

### Története
A 2012-ben életbe lépő új alkotmány értelmében hazánk hivatalos neve az addigi Magyar Köztársaságról Magyarországra változott, ami szükségessé tette az érmék előlapján olvasható körirat módosítását. Az új érmék kibocsátásának hivatalos dátuma 2012. január 1., de az érméket csak 2012. február 18-ától kezdték el verni. A Magyar Köztársaság feliratú érmék megmaradnak törvényes fizetőeszközként. Február második felében először a húszforintosok jelentek meg a pénzforgalomban, ekkor kezdődött az új feliratos érmék tömeggyártása. 2012-ben csak a kis címletek, az öt-, tíz- és húszforintosok kerültek forgalomba, a többi érme csak forgalmi sorok darabjaként. Az új köriratos érmék előlapján a képek változatlanok maradtak (nagy kócsag, címer, nőszirom, kerecsensólyom, Lánchíd), csak a körirat változott. A Magyar Köztársaság feliratú érmékből is még mindig nagyon sok van forgalomban, így azok bevonásáról még nem született döntés.

### Katalógus
| Kép                                            | Kép                            | Névérték                       | Műszaki paraméterek            | Műszaki paraméterek            | Műszaki paraméterek            | Műszaki paraméterek                                                      | Leírás                         | Leírás | Leírás                         | Dátumok                        | Dátumok                        | Dátumok                        | Dátumok                        |
| Hátlap                                         | Előlap                         | Névérték                       | Átmérő                         | Vastagság                      | Tömeg                          | Összetétel                                                               | Perem                          | Előlap | Hátlap                         | Első veret                     | Kibocsátás                     | Visszavonás1                   | Elévülés2                      |
| Magyarországi forgalmi veretek                 | Magyarországi forgalmi veretek | Magyarországi forgalmi veretek | Magyarországi forgalmi veretek | Magyarországi forgalmi veretek | Magyarországi forgalmi veretek | Magyarországi forgalmi veretek                                           | Magyarországi forgalmi veretek | Magyarországi forgalmi veretek                                                                                                | Magyarországi forgalmi veretek | Magyarországi forgalmi veretek | Magyarországi forgalmi veretek | Magyarországi forgalmi veretek | Magyarországi forgalmi veretek |
| ---------------------------------------------- | ------------------------------ | ------------------------------ | ------------------------------ | ------------------------------ | ------------------------------ | ------------------------------------------------------------------------ | ------------------------------ | --- | ------------------------------ | ------------------------------ | ------------------------------ | ------------------------------ | ------------------------------ |
|                                                |                                | 5 Ft                           | 21,2 mm                        | 1,3 mm                         | 4,2 g                          | 75% Cu 21% Zn 4% Ni                                                      | Sima                           | MAGYARORSZÁG, verési évszám, nagy kócsag (Egretta alba)                                                                       | Értékjelzés, verdejegy         | 2012.                          | 2012. január 1.                | Forgalomban                    | Forgalomban                    |
|                                                |                                | 10 Ft                          | 24,8 mm                        | 1,3 mm                         | 6,1 g                          | 75% Cu 25% Ni                                                            | Felváltva sima és recés        | MAGYARORSZÁG, verési évszám, címer                                                                                            | Értékjelzés, verdejegy         | 2012.                          | 2012. január 1.                | Forgalomban                    | Forgalomban                    |
|                                                |                                | 20 Ft                          | 26,3 mm                        | 1,9 mm                         | 6,9 g                          | 75% Cu 21% Zn 4% Ni                                                      | Recés                          | MAGYARORSZÁG, verési évszám, magyar nőszirom (Iris aphylla)                                                                   | Értékjelzés, verdejegy         | 2012.                          | 2012. január 1.                | Forgalomban                    | Forgalomban                    |
|                                                |                                | 50 Ft                          | 27,4 mm                        | 1,7 mm                         | 7,7 g                          | 75% Cu 25% Ni                                                            | Sima                           | MAGYARORSZÁG, verési évszám, kerecsensólyom (Falco cherrug)                                                                   | Értékjelzés, verdejegy         | 2012.                          | 2012. január 1.                | Forgalomban                    | Forgalomban                    |
|                                                |                                | 100 Ft                         | 23,8 mm                        | 2,2 mm                         | 8,0 g                          | 100% Fe Gyűrű: Ni bevonat Mag: 75% Cu 25% Zn bevonat                     | Recés                          | MAGYARORSZÁG, verési évszám, címer                                                                                            | Értékjelzés, verdejegy         | 2012.                          | 2012. január 1.                | Forgalomban                    | Forgalomban                    |
|                                                |                                | 100 Ft                         | 23,8 mm                        | 2,2 mm                         | 8,6 g                          | Gyűrű: 65% Cu, 15% Ni, 20% Zn bevonat Mag: 75%, Cu 4%, Ni 21% Zn ötvözet | Recés                          | MAGYARORSZÁG, verési évszám, címer                                                                                            | Értékjelzés, verdejegy         | 2020.                          | 2020. július 1.                | Forgalomban                    | Forgalomban                    |
|                                                |                                | 200 Ft                         | 28,3 mm                        | 2,0 mm                         | 9,0 g                          | Gyűrű: 75% Cu 21% Zn, 4% Ni Mag: 25% Ni, 75% Cu                          | Felváltva sima és recés        | MAGYARORSZÁG, Lánchíd, verési évszám                                                                                          | Értékjelzés, verdejegy         | 2012.                          | 2012. január 1.                | Forgalomban                    | Forgalomban                    |
| Magyarországi forgalmi emlékveretek            |                                |                                |                                |                                |                                |                                                                          |                                | |                                |                                |                                |                                |                                |
|                                                |                                | 10 Ft                          | 24,8 mm                        | 1,3 mm                         | 6,1 g                          | 75% Cu 25% Ni                                                            | Felváltva sima és recés        | MAGYARORSZÁG, TISZTELET A HŐSÖKNEK! 2020                                                                                      | Értékjelzés, verdejegy         | 2020.                          | 2020. július 14.               | Forgalomban                    | Forgalomban                    |
|                                                |                                | 20 Ft                          | 26,3 mm                        | 1,9 mm                         | 6,9 g                          | 75% Cu 21% Zn 4% Ni                                                      | Recés                          | MAGYARORSZÁG, TISZTELET A HŐSÖKNEK! 2020                                                                                      | Értékjelzés, verdejegy         | 2020.                          | 2020. július 14.               | Forgalomban                    | Forgalomban                    |
|                                                |                                | 50 Ft                          | 27,4 mm                        | 1,8 mm                         | 7,7 g                          | 75% Cu 25% Ni                                                            | Sima                           | MAGYARORSZÁG NEMZETI ÉS TÖRTÉNELMI EMLÉKHELYEK nemzeti és történelmi emlékhelyek emblémája 2015                               | Értékjelzés, verdejegy         | 2015.                          | 2015. szeptember 3.            | Forgalomban                    | Forgalomban                    |
|                                                |                                | 50 Ft                          | 27,4 mm                        | 1,8 mm                         | 7,7 g                          | 75% Cu 25% Ni                                                            | Sima                           | Magyarország, Koronás címer díszkeretben, verési évszám, Hetvenéves a forint                                                  | Értékjelzés, verdejegy         | 2016.                          | 2016. augusztus 1.             | Forgalomban                    | Forgalomban                    |
|                                                |                                | 50 Ft                          | 27,4 mm                        | 1,8 mm                         | 7,7 g                          | 75% Cu 25% Ni                                                            | Sima                           | MAGYARORSZÁG, Budapest 2017 Fina World Championship, A világbajnokság logója. Az érme tematikus oldalát Kósa István tervezte. | Értékjelzés, verdejegy         | 2017.                          | 2017. június 14.               | Forgalomban                    | Forgalomban                    |
|                                                |                                | 50 Ft                          | 27,4 mm                        | 1,8 mm                         | 7,7 g                          | 75% Cu 25% Ni                                                            | Sima                           | Jégkorong Világbajnokság, 2018, a kapura lövés jelenete, a Jégkorong VB logója, MAGYARORSZÁG                                  | Értékjelzés, verdejegy         | 2018.                          | 2018. április 19.              | Forgalomban                    | Forgalomban                    |
|                                                |                                | 50 Ft                          | 27,4 mm                        | 1,8 mm                         | 7,7 g                          | 75% Cu 25% Ni                                                            | Sima                           | Magyarország, Családok éve, A Családok éve logója, verési évszám                                                              | Értékjelzés, verdejegy         | 2018.                          | 2018. május 25.                | Forgalomban                    | Forgalomban                    |
|                                                |                                | 50 Ft                          | 27,4 mm                        | 1,8 mm                         | 7,7 g                          | 75% Cu 25% Ni                                                            | Sima                           | Birkózó - Világbajnokság 2018 Magyarország                                                                                    | Értékjelzés, verdejegy         | 2018.                          | 2018. október 17.              | Forgalomban                    | Forgalomban                    |
|                                                |                                | 50 Ft                          | 27,4 mm                        | 1,8 mm                         | 7,7 g                          | 75% Cu 25% Ni                                                            | Sima                           | Vívó- Világbajnokság Magyarország 2019                                                                                        | Értékjelzés, verdejegy         | 2019.                          | 2019. július 08.               | Forgalomban                    | Forgalomban                    |
|                                                |                                | 50 Ft                          | 27,4 mm                        | 1,8 mm                         | 7,7 g                          | 75% Cu 25% Ni                                                            | Sima                           | 150 éves a Szervezett Magyar Tűzoltóság MAGYARORSZÁG 2020                                                                     | Értékjelzés, verdejegy         | 2020.                          | 2020. május 4.                 | Forgalomban                    | Forgalomban                    |
|                                                |                                | 50 Ft                          | 27,4 mm                        | 1,8 mm                         | 7,7 g                          | 75% Cu 25% Ni                                                            | Sima                           | 75 éves az Országos Mentőszolgálat MAGYARORSZÁG 2023                                                                          | Értékjelzés, verdejegy         | 2023                           | 2023. május 9.                 | Forgalomban                    | Forgalomban                    |
|                                                |                                | 100 Ft                         | 23,8 mm                        | 2,2 mm                         | 8,6 g                          | Gyűrű:65% Cu 15% Ni 20% Zn bevonat Mag:25% Ni, 75% Cu                    | Recés                          | 175 ÉVES A MAGYAR HONVÉDSÉG MAGYARORSZÁG A HAZÁÉRT 2023                                                                       | Értékjelzés, verdejegy         | 2023                           | 2023. május 22.                | Forgalomban                    | Forgalomban                    |
|                                                |                                | 200 Ft                         | 28,3 mm                        | 2,0 mm                         | 9,0 g                          | Gyűrű: 75% Cu 21% Zn, 4% Ni Mag: 25% Ni, 75% Cu                          | Felváltva sima és recés        | PETŐFI 200 MAGYARORSZÁG 2023                                                                                                  | Értékjelzés, verdejegy         | 2023                           | 2023. április 11.              | Forgalomban                    | Forgalomban                    |
|                                                |                                | 100 Ft                         | 23,8 mm                        | 2,2 mm                         | 8,6 g                          | Gyűrű:65% Cu 15% Ni 20% Zn bevonat Mag:21% Zn, 4% Ni, 75% Cu             | Recés                          | MAGYARORSZÁG 100 ÉVE A FÜGGETLEN, STABIL PÉNZÜGYI RENDSZER ŐRE                                                                | Értékjelzés, verdejegy         | 2024                           | 2024. május 16.                | Forgalomban                    | Forgalomban                    |
|                                                |                                | 200 Ft                         | 28,3 mm                        | 2,0 mm                         | 9,0 g                          | Gyűrű: 75% Cu 21% Zn, 4% Ni Mag: 25% Ni, 75% Cu                          | Felváltva sima és recés        | BATTHYÁNY MAGYARORSZÁG † 1849. OKTÓBER 6.                                                                                     | Értékjelzés, verdejegy         | 2024                           | 2024. október 6.               | Forgalomban                    | Forgalomban                    |
| A képeken 2,5 pixel felel meg 1 milliméternek. |                                |                                |                                |                                |                                |                                                                          |                                | | Értékjelzés, verdejegy         |                                |                                | Forgalomban                    | Forgalomban                    |

### Weboldalak
- Forint Portál – forgalmi forintérmék 1946-tól napjainkig
- Magyar Nemzeti Bank – forgalmi érmék
- Magyar Pénzverő Zrt. – A Magyar Állami Pénzverő egyik jogutódja, a forgalmi érmék gyártója
- Magyar érmék (katalógus és galéria) (angolul)